# 上池田村
上池田村（かみいけだむら）は、かつて福井県今立郡にあった村。現在の池田町の北東部を除く区域にあたる。

## 地理
- 山岳
  - 唐木岳
  - 岩谷山
  - 段ノ岳
  - 大小屋山
  - 金草岳
  - 冠山
- 河川
  - 足羽川
  - 水海川
  - 魚見川

## 歴史
- 1889年（明治22年）4月1日 - 町村制の施行により、魚見村、菅生村、新保村、東俣村、東角間村、西角間村、定方村、上荒谷村、板垣村、寺島村、池田村、山田村、寺谷村、藪田村、稲荷村、市村、常安村、月ヶ瀬村、志津原村、土合皿尾村、割谷村、木谷村、田代村、楢俣村、河内村、美濃俣村、水海村、安善寺村、谷口村、広瀬村、野尻村、清水谷村、柿ヶ原村及び持越村の区域をもって、上池田村が発足する。
- 1955年（昭和30年）3月1日 - 上池田村及び下池田村が合併して、池田村が発足する。

## 娯楽
- 上池田劇場 - 映画館
- 上池田劇場 - 映画館

## 村長
- 岡研磨